# Лихачі (Білозерський район)
Лихачі́ (рос. Лихачи) — присілок у складі Білозерського району Курганської області, Росія. Входить до складу Боровської сільської ради.
Населення — 106 осіб (2010, 130 у 2002).
Колишня назва — Лихачовка.